# Otmar Reiser
Otmar (Othmar) Reiser, avstrijski notar in mariborski župan, * 1792, Villingen, † 1868, Maribor. 

## Življenjepis
Otmar Reiser je bil rojen v Villingenu (po nekaterih podatkih v Kappelu) v Schwarzwaldu. 
Leta 1825 je zaradi naklonjenosti strica, šentpavelskega opata, postal upravitelj gospostva Vetrinjski dvor in komisar istega okraja. Bil je tudi upravitelj gospostva Pesniški dvor ter komisar tega okraja. 

## Županovanje
Za župana je bil soglasno izvoljen leta 1850. V njegovem obdobju je mariborska gimnazija leta 1850 pridobila dva razreda in pridobila stopnjo višje gimnazije. Leta 1854 je Maribor dobil nižjo realko. Mestna bolnišnica se je leta 1855 preselila v novo stavbo v Magdalenskem predmestju. V Magdalenskem predmestju so leta 1856 odprli tudi veliko vojaško šolo - kadetnico. Izvedel je priprave za ustanovitev mestne hranilnice in skrbel za napredek okoliškega vinogradništva (Pekre, Hrastje) 
Leta 1859 je škof Anton Martin Slomšek v Maribor iz koroškega Št. Andraža v Labotski dolini prenesel sedež lavantinske škofije. Župan Reiser je pomembno vplival na prenos sedeža lavantinske škofije v Maribor potem, ko je leta 1854 prevzel glavno breme priprave sedeža škofije v Mariboru. 
Leta 1859 je monarhija zaradi varčevanja in poenostavitve uprave razpustila okrožne oblasti, zaradi česar je mariborska okrožna oblast prenehala delovati leta 1860, s čimer je Maribor po dobrih sto letih izgubil položaj okrožnega mesta.
Je zadnji predstavnik agrarnega veleposestva v mestni politiki. Bil je lastnik veleposestva na področju Peker in Hrastja. Reiser je rešil vprašanje mestne zemljiške odveze, usmeril preseljevanje javnih zavodov (bolnišnica) iz starega mesta v predmestja, ki so se 1851 združila v eno mestno upravno enoto.
Leta 1856 je odkupil parcelo Kebrove kmetije skupaj z razvalinami cerkve sv. Bolfenka v občini Vrhov Dol – Hrastje (ob današnjem hotelu Bellevue na Pohorju), ki je po nakupu prešla v posest poznejšega župana v Mariboru in ki se je ob krepki podpori njegovega nečaka Matevža Reiserja, tudi poznejšega mariborskega župana, leta 1861 lotil nujno potrebnih popravil strehe. 
Za zasluge ga je mesto leta 1883 razglasilo za častnega občana. Pokopan je bil na starem mestnem pokopališču pri Ljudskem vrtu. Ko je Mestna občina Maribor leta 1940 to pokopališče dokončno zaprla, je organizirala njegovo ekshumacijo (tako kot tudi ekshumacijo drugih zaslužnih mož, ki jih niso ekshumirali svojci) in pokop njegovih telesnih ostankov v novi skupni grobnici zaslužnih mož v arkadah frančiškanskega pokopališča na Pobrežju.
Njegov sin je ornitolog Otmar Reiser.
Marca 2008, ob 140-letnici njegove smrti so mu v Pekrah postavili spomenik, delo kiparja Franca Pliberška.